# بريشت ديجاجيري
بريشت ديجاجيري (29 مايو 1991 في بلجيكا - ) هو لاعب كرة قدم بلجيكي في مركز الوسط. لعب مع نادي غينت ونادي كورتريك.

## وصلات خارجية
- بريشت ديجاجيري على موقع الدوري الأمريكي (الإنجليزية)
- بريشت ديجاجيري على موقع إي إس بي إن إف سي (الإنجليزية)
- بريشت ديجاجيري على موقع قاعدة بيانات كرة القدم.إي يو (الإنجليزية)
- بريشت ديجاجيري على موقع ليكيب (الفرنسية)
- بريشت ديجاجيري على موقع Soccerbase.com (لاعب) (الإنجليزية)
- بريشت ديجاجيري على موقع Soccerway.com (الإنجليزية)
- بريشت ديجاجيري على موقع عالم كرة القدم.نت (الإنجليزية)
- بريشت ديجاجيري على موقع AS.com (الإسبانية)